# Fury in the Slaughterhouse
Fury in the Slaughterhouse est un groupe allemand de rock, originaire de Hanovre. Formé à Hanovre en 1987 par Thorsten Wingenfelder, Kai Wingenfelder, Rainer Schumann et Christof Stein, ils seront plus tard rejoints par Hannes Schäfer et Kai Lickenbröcker.

## Biographie
Le groupe est formé par Kai-Uwe (chant) et Thorsten Wingenfelder (guitare/chant) aux côtés du guitariste Christof Stein, du bassiste Hannes Schafer et du batteur Rainer Schumann. Le claviériste Gero Drnek se joint à eux en 1989. En 1993, le groupe atteint le succès à l'international avec les singles Radio Orchid et Every Generation Got Its Own Disease, issus de l'album Mono.
En 2005 et 2006, leur propre label, Kick it Out Records, sort des versions remasterisées de leurs précédents incluant Home Inside.

## Discographie

### Albums studio
- 1988 – Fury in the Slaughterhouse
- 1990 – Jau!
- 1991 – Hook a Hey
- 1992 – Pure Live!
- 1993 – Mono
- 1994 – Mono (US version with altered track list)
- 1994 – Dead and Gone (EP)
- 1995 – The Hearing and the Sense of Balance
- 1995 – The Hearing and the Sense of Balance (US version with altered track list)
- 1997 – Brilliant Thieves
- 1998 – Nowhere...Fast!
- 1998 – Super Fury (The Best of Fury In The Slaughterhouse)
- 2000 – Home Inside
- 2002 – The Color Fury
- 2002 – Monochrome (Live)
- 2004 – Nimby
- 2005 – Acoustic Grand Cru Classé
- 2006 – Every Heart is a Revolutionary Cell
- 2008 – Don't look back (Collection of B-sides, rarities and new songs; includes DVD with all F.i.t.S. music videos)
- 2017 - 30 (Ultimate Best Of Collection)
- 2017 - Little Big World - Live & Acoustic
- 2023 - Hope